# Ascute
Ascute is een geslacht van sponsdieren uit de klasse van de Calcarea (kalksponzen).

## Soorten
- Ascute asconoides (Carter, 1886)
- Ascute uteoides (Dendy, 1893)